# Cipakem
Cipakem is een bestuurslaag in het regentschap Kuningan van de provincie West-Java, Indonesië. Cipakem telt 6393 inwoners (volkstelling 2010).